# Humberto Campodónico Sánchez
Humberto Juan David Campodónico Sánchez (Lima, 16 de enero de 1950) es un político, escritor, investigador, economista e ingeniero industrial peruano especializado en temas de economía de hidrocarburos. Actualmente es catedrático de la Facultad de Economía de la Universidad Nacional Mayor de San Marcos. Desde 2002 es columnista principal del diario La República.

## Biografía
Es padre de Humberto Campodónico, líder y vocalista de la banda Turbopótamos.
Estudió ingeniería industrial en la Universidad Nacional de Ingeniería, en 1977 obtuvo el Magíster en Desarrollo Económico en la Universidad de París. A su regreso al Perú, trabajó en el Instituto Nacional de Planificación, al que renunció en 1978 debido a los continuos recortes de los presupuestos de inversión que imponían los planes de estabilización del Fondo Monetario Internacional.
Desde ese mismo año hasta la actualidad se desempeña como catedrático en la Facultad de Economía de la Universidad Nacional Mayor de San Marcos y en el 2010 es elegido Decano de la Facultad de Economía de la Universidad San Marcos.
Se desempeñó como investigador en el Centro de Estudios y Promoción del Desarrollo (DESCO) desde 1984 y en la Comisión Económica para América Latina y el Caribe (CEPAL) como asesor en 2001 y 2002 respectivamente.
Trabajó como obrero de línea, y entre julio del 2011 y diciembre del 2012 se desempeñó como presidente del directorio de Petroperú, además de una segunda ocasión en 2022.
En su época en Petroperú, endeudó al país con 6 mil millones de dólares

## Vida Política
Fue asesor de Ollanta Humala, presidente electo en las elecciones generales del Perú en 2011.

## Publicaciones
Autor de varios libros y ensayos académicos sobre privatización, sector público, hidrocarburos y reformas del Estado:
- "La implementación de políticas públicas en el Perú", 2007.
- "Gestión mixta y privada en la industria de hidrocarburos", 2007.
- "Consecuencias de la recesión en los Estados Unidos", 2008.
- "Economía peruana: la dependencia en los precios de las materias primas y la fallida reforma tributaria", 2007.
- "La industria del gas natural y las modalidades de regulación en América Latina", 1998.
- "Primer Diálogo Europa-América Latina para la Promoción del Uso Eficiente de la Energía", 1998.
- "Las reformas energéticas y el uso eficiente de la energía en el Perú", 1998.
- "Factores determinantes de la inversión real en América Latina: La inversión en el sector de telecomunicaciones en el período 1994-2000", 1999.
- "Factores determinantes de la inversión real en América Latina: La inversión en el sector petrolero peruano, 1993-2000", 1999.
- "Factores determinantes de la inversión real en América Latina: Las reformas estructurales en el sector minero peruano y las características de la inversión, 1992-2008", 1999.
- "Factores determinantes de la inversión real en América Latina: Las reformas estructurales del sector eléctrico peruano y las características de la inversión 1992-2000", 1999.
- "Tercer diálogo parlamentario Europa-América Latina para la promoción del uso eficiente de la energía", 2001.
- "Privatización y conflictos regulatorios: el caso de los mercados de electricidad y combustibles en el Perú", 2000.
- "Consecuencias del "shock" petrolero en el mercado internacional a fines de los noventa", 2001.
- "La inversión extranjera en América Latina y el Caribe. Informe 2001", 2002.
- "Características de la inversión y del mercado mundial de la minería a principios de la década de 2002", 2002.
- "Reformas e inversión en la industria de hidrocarburos de América Latina", 2004.